# Jean Stoetzel
Jean Stoetzel, (Saint-Dié-des-Vosges, 23 de abril de 1910 - París, 21 de febrero de 1987) fue un sociólogo y profesor francés conocido por haber introducido en su país los sondeos de opinión.

## Biografía
Nació en una familia católica y conservadora, hijo de un jefe de correos. Se le describe como un alumno brillante, admitido en la preparatoria del Liceo Luis el Grande de París.
Fue a la Escuela Normal Superior de París, agregado de filosofía y profesor en los Estados Unidos en 1937 junto a George Gallup. Fue fundador del Institut français d'opinion publique (IFOP) y autor de una tesis en 1943 sobre la teoría de la opinión. Durante la ocupación fue asesor del Servicio Nacional de Estadística de Francia (SNS) bajo la dirección de René Carmille además de jefe del servicio de encuestas y estadísticas de la fundación Carrel.
Tras la creación del Institut national d'études démographiques (INED), dirigió la sección de psicología social, aunque prefirió centrar su carrera en la universidad. Su adjunto, Alain Girard, continuó su obra en la INED mientras Jean Stoetzel pasó a fundar la Revue française de sociologie que se convirtió en la principal referencia en Francia de sociología y psicología social. Entre 1955 y 1978 fue catedrático de sociología en la Sorbona. En 1977, fue elegido miembro de la Academia de Ciencias Morales y Políticas de Francia.